# وثائق بنما (أمريكا الجنوبية)
وثائق بنما (أمريكا الجنوبية) هي 11.5 مليون وثيقة مسربة تتضمن معلومات مالية ومعلومات عن المحامين والعملاء لأكثر من 214.488 موضوع. تم إنشاء هذه الوثائق، التي يعود تاريخ بعضها إلى سبعينيات القرن العشرين، بواسطة شركة المحاماة البنمية ومزود الخدمات المؤسسية موساك فونسيكا، وتم تسريبها في عام 2015 بواسطة مصدر مجهول. ويُذكر هنا تفاصيل الادعاءات وردود الأفعال والتحقيقات ذات الصلة في أمريكا الجنوبية .

## الأرجنتين

#### ماوريسيو ماكري
تم إدراج الرئيس الأرجنتيني ماوريسيو ماكري على أنه رئيس شركة تجارية مقرها جزر الباهاما ولم يكشف عنها أثناء فترة ولايته كرئيس لبلدية بوينس آيرس. في 7 أبريل 2016، بدأ المدعي العام الفيدرالي فيديريكو ديلجادو تحقيقاً رسمياً في تورط ماكري مع شركة فليج للتجارة المحدودة، وهي الشركة المسجلة في بنما وهو مدير لها، وطلب من القاضي سيباستيان كاسانيلو أن يبدأ في فتح ملف التحقيق.  تم تقديم الالتماس الأولي من قبل ممثل نيوكوين داريو مارتينيز. يزعم مارتينيز أن ماكري قد يكون مذنبًا بتهمة شهادة الزور.  كما أشار مارتينيز إلى شركة أخرى كان لماكري صلة بها، وسميت الشركة التي تأسست عام 1981،على اسم فيلم أكيرا كوروساوا لعام 1980.

#### دانييل مونوز
هو السكرتير الخاص والمقرب من الرئيس الأرجنتيني السابق نيستور كيرشنر، كما عمل لمدة عامين كمساعد لزوجة نيستور كيرشنر، كريستينا فرنانديز دي كيرشنر، التي كانت رئيسة الأرجنتين خلال الفترة (2007- 2015)، وارتبط مونوز وزوجته بشركة جولد بلاك المحدودة، وهي شركة تأسست في جزر فيرجن البريطانية في عام 2010 للاستثمار في العقارات الأمريكية، وقد تم إدراج أصل أموال الشركة على أنها أموال خاصة. في يناير 2015، أصبح مونوز وزوجته من المالكين بنسبة 50 بالمائة. بحلول ذلك الوقت، أصبحت شركة موساك فونسيكا الوكيل المسجل لشركة جولد بلاك. ولكن بعد ثلاثة أسابيع فقط، اقترح قسم الامتثال الاستقالة بسبب ارتباط مونوز بحكومات عائلة كيرشنر، فقدم استقالته في يونيو 2015. 
في عام 2009، تم التحقيق مع مونوز بتهمةالأموال غير المشروعة، وهي التهمة التي تم إسقاطها فيما بعد. في عام 2013، ذكرت وسائل الإعلام الأرجنتينية أن مونوز ساعد في نقل أكياس من المال مملوكة للرئيس نيستور كيرشنر من بوينس آيرس، عاصمة الأرجنتين، إلى سانتا كروز، مسقط رأس كيرشنر.  في 25 مايو 2016، توفي بسبب السرطان الذي عانى منه.

#### ليونيل ميسي
قالت عائلته إنها ستقدم شكوى بعد أن ذكرت تقارير أن موساك فونسيكا أسست شركة له عام 2012، ونفت الأسرة تورط ميسي ووصفت الاتهامات بأنها باطلة. كما قالوا إن الشركة المذكورة في أوراق بنما كانت غير نشطة وأن ميسي قد أعلن عن جميع دخله من حقوق الصورة قبل وبعد الإجراءات مع وكالة الضرائب الأرجنتينية.  تمت محاكمة ميسي إلى جانب والده خورخي بتهمة التهرب الضريبي في مايو 2016.  يقول ممثلو الادعاء الإسباني إنه حاول التهرب من دفع 4.1 مليون يورو من الضرائب على الدخل من حقوق صورته من خلال تخصيصها لشركات واجهة في بليز وأوروغواي.  في 6 يوليو 2016، أُدين ميسي ووالده بالتهرب الضريبي وحُكم عليهما بالسجن لمدة 21 شهرًا مع وقف التنفيذ، وأُمرا بدفع غرامات قدرها 1.7 مليون يورو و1.4 مليون يورو على التوالي. ومع ذلك، بحلول عام 2017، تم تخفيض هذه المبالغ إلى 252 ألف يورو و180 ألف يورو على التوالي، إلى جانب إلغاء الأحكام الصادرة بحقهم. 

## البرازيل
حسب مجلة فوربس، فإن خمسة مليارديرات من البرازيل، وأبناء مليارديرين برازيليين، وأربع عائلات برازيلية سابقة من المليارديرات ظهروا في تسريبات أوراق بنما. تمكن موقع الأخبار البرازيلي UOL من الوصول إلى الوثائق المسربة ونشر مقالاً وقائمة بها، ومع ذلك، يواجه ستة من أصل عشرة أعضاء في الكونجرس الآن تحقيقًا جنائيًا أو آخر. من بين 84 شخصاً تم اعتقالهم في فضيحة بتروبراس مسؤولون تنفيذيون بارزون في مجال البناء وعضو في مجلس الشيوخ،  وهو رقم يعكس الحماية الوظيفية التي يوفرها دستور عام 1988 للقضاة والمدعين العامين. 
قام كل من مارسيل هيرمان تيليس، وكارلوس ألبرتو سيكوبيرا، وخورخي فيليبي ليمان، ابن شريكهم التجاري خورخي باولو ليمان، أغنى رجل في البرازيل، بتأسيس ثلاث شركات خارجية في جزر فيرجن البريطانية، ووصفت الوثائق ليمان بأنه مستشار لشركة ساو كارلوس البرازيلية. يمتلك والده وشركاء والده التجاريون حصة مسيطرة. كما كشفت الوثائق أن القاضي السابق في المحكمة العليا، جواكيم باربوسا اشترى شقة في وسط مدينة ميامي.
في يناير 2016، داهمت الشرطة مكاتب شركة موساك فونسيكا في ساو باولو بحثاً عن سجلات حول الشركات الخارجية التي فتحتها الشركة لصالح اثنين من المديرين التنفيذيين السابقين لشركة البترول البرازيلية بتروبراس، الذين أدينوا في عام 2015 بالفساد وغسيل الأموال.

### عملية غسيل السيارات
في يناير 2016، وقبل نشر وثائق بنما، اتهمت الشرطة الفيدرالية البرازيلية، كجزء من التحقيق في الفساد الذي عُرف باسم عملية غسيل السيارات، شركة موساك فونسيكا للمحاماة بمساعدة المشتبه بهم في إنشاء كيانات خارجية لإخفاء الأموال الفاسدة. وقالوا إن الشركة استخدمت شركة عقارية لإخفاء العائدات المالية من المخطط الذي يتضمن شركة بتروبراس.

#### عزل من المنصب
ساهم تسريب الوثائق إلى تعقيد الوضع السياسي في البرازيل، حيث أدى بدوره إلى دعوات لعزل الرئيسة ديلما روسيف، ومع بدء إجراءات العزل. وفقًا لصحيفة ولاية ساو باولو ، ظهرت شركة تابعة لإدواردو كونيا، رئيس مجلس النواب في الهيئة التشريعية وزعيم حملة الإقالة، في وثائق بنما. ولم يتم ذكر ديلما روسيف نفسها في الصحف. 
تم تسمية سياسيين من سبعة أحزاب سياسية مختلفة في البرازيل كعملاء لشركة موساك فونسيكا. وتذكر ملفات مسربة سياسيين من أكبر حزب في البرازيل، حزب الحركة الديمقراطية البرازيلية ، الذي انفصل عن ائتلاف الرئيسة ديلما روسيف في عام 2016. كما تم ذكر شخصيات سياسية من الحزب الديمقراطي الاجتماعي الكولومبي (PSD) ، وهو حزب المعارضة الأبرز في البلاد، في التسريبات، بالإضافة إلى آخرين من أحزاب حزب العمل الديمقراطي. لم يتم ذكر أي سياسي من حزب روسيف في التسريبات. 

#### رشاوى الفيفا
ادعت مجموعة من صحفيين هولنديين يعملون لدى صحيفة تراو اليومية إلى أدلة في وثائق بنما تظهر أن قناة تي في جلوبو ورد ذكرها عدة مرات في تحقيق غسيل أموال نفذه بنك دي نيدرلاندش والذي كشف أن الوسيلة الإعلامية أجرت لسنوات معاملات مالية غير منتظمة من خلال الملاذات الضريبية من أجل دفع ثمن حقوق البث لكأس ليبرتادوريس.

## تشيلي
قدم رئيس فرع منظمة الشفافية الدولية في تشيلي استقالته، عندما ارتبط اسمه بخمس شركات في التهرب الضريبي من خلال الوثائق المسربة. 

## كولومبيا
أطلقت المديرية الوطنية للضرائب والجمارك تحقيقاً يشمل جميع عملاء شركة موساك فونسيكا كولومبيا، وهي شركة تابعة لشركة موساك فونسيكا التي تأسست عام 2009، وهم 850 عميلاً  في عام 2014، أدرجت كولومبيا بنما على القائمة السوداء للتهرب الضريبي.

## الإكوادور
نشر صحفيون إكوادوريون أسماء ثلاثة مسؤولين حكوميين حاليين، وتكشف أوراق بنما أيضًا أن الحكومة البنمية اعتقدت في عام 2012 أن شركة موساك فونسيكا التي كان المدعي العام لمكافحة الفساد يحقق فيها بتهمة اختلاس الأموال، أورليون إس إيه، قد بيعت إلى الرئيس رافائيل كوريا ديلجادو وشقيقه فابريسيو كوريا في عام 2006. وقد طُلب من شركة موساك فونسيكا تقديم معلومات عن المساهمين ولكنها لم تكن تمتلكها،  وبعد فترة وجيزة، ألغت الشركة عملياتها الخارجية بسبب نقص المعلومات.
قالت مونيكا ألميدا من صحيفة إل يونيفرسو إن الحكومة اعتبرت التغطية الإعلامية لوثائق بنما بمثابة هجوم عليها. وقد ذكرت وسائل الإعلام الإكوادورية أسماؤهم وهم النائب العام جالو تشيريبوغا، وبيدرو ديلجادو كامبانيا، الرئيس السابق للبنك المركزي الإكوادوري، وخافيير مولينا، المستشار السابق لوزارة الاستخبارات وأحد مؤسسي شركة موساك فونسيكا في كيتو.

## البيرو
حسب منظمة أوجوبوبليكو ، شريكة الاتحاد الدولي للصحفيين الاستقصائيين، فإن اثنين من أنصار المرشحة البارزة كيكو فوجيموري لديهما مصالح غير معلنة في شركات موساك فونسيكا، والتي قالت أيضاً إن ثلاثة من الطهاة المشهورين وأكبر شركة للأخشاب في البيرو متورطون أيضاً. كما اشترى ماريو فارغاس يوسا وزوجته، شركة من خلال شركة موساك فونسيكا، وبعد فوز فارغاس بجائزة نوبل للآداب والكشف عن علاقتهما، أنكرا أي تهرب ضريبي لهما خلال عام 2010.

## الأوروغواي
تم القبض على خمسة أشخاص للاشتباه في قيامهم بغسل الأموال لصالح عصابة مخدرات مكسيكية. كان التحقيق في القضية جارياً، لكن السلطات قررت التحرك بسبب تقارير في مجلة Búsqueda الأسبوعية، وهي شريكة الاتحاد الدولي للصحفيين الاستقصائيين، تفيد بأن جيراردو فالنسيا استخدم شركات موساك فونسيكا لشراء العقارات في الأوروغواي.

## فنزويلا
تم القبض على جوزميل فيلاسكيز، شقيق أحد مسؤولي الأمن في عهد الرئيس الراحل هوغو تشافيز، أثناء محاولته ركوب طائرة لمغادرة البلاد بسبب شركة خاصة كشفت عنها وثائق بنما. كما تم القبض على والدته أميليس فيغيروا، ولكن سُمح لها بالعودة إلى المنزل بسبب صحتها.  كما أفاد موقع أرماندو إنفو الإخباري المحلي، أن شقيق جوسميل أدريان، وهو مساعد سابق للرئيس هوغو تشافيز، افتتح شركة وهمية من خلال شركة موساك فونسيكا في جمهورية سيشل بإيداع مبلغ 50 ألف دولار، استند تقريرهم على الوثائق المسربة من شركة المحاماة البنمية موساك فونسيكا.  تم توجيه الاتهام إلى فيلاسكيز في 20 أبريل.  أما فرانكلين دوران، الذي اشتهر في فنزويلا والأرجنتين بدوره في فضيحة الحقيبة التي كانت بقيمة 800 ألف دولار من الرئيس الفنزويلي هوغو شافيز إلى كريستينا فرنانديز دي كيرشنر من شركة النفط المملوكة للدولة الفنزويلية، قادرًا على فتح شركة وهمية من زنزانته في السجن في الولايات المتحدة، حيث كان يقضي عقوبة بتهمة العمل كعميل أجنبي غير مسجل. 